# Casper Tengstedt
Casper Tengstedt (1 juni 2000) is een Deens voetballer die sinds juli 2025 uitkomt voor Feyenoord. Tengstedt is een aanvaller.

## Clubcarrière
Tengstedt genoot een deel van zijn jeugdopleiding bij Viborg FF, de club waar zijn vader van 1998 tot 2009 in het eerste elftal speelde. Later stapte hij over naar FC Midtjylland. 
In het seizoen 2019/20 leende Midtjylland hem uit aan het tweede elftal van 1. FC Nürnberg II, dat uitkwam in de Regionalliga Bayern. In tien competitiewedstrijden scoorde hij er vijf keer. Het seizoen daarop werd hij uitgeleend aan de Deense eersteklasser AC Horsens. In de reguliere competitie kwam hij niet tot scoren voor Horsens. In de play-downs scoorde hij daarentegen drie keer in negen wedstrijden: op de tweede speeldag zorgde hij er met twee goals tegen SønderjyskE voor dat een 2-1-achterstand nog in een 2-3-zege werd omgebogen, op de achtste speeldag opende hij de score in het 1-1-gelijkspel tegen Aalborg BK. Op 11 november 2020 scoorde hij ook twee keer in de 2-4-bekerzege tegen VSK Aarhus, waardoor Tengstedt het seizoen 2020/21 afsloot met vijf doelpunten in alle competities.
Na afloop van het seizoen 2020/21 maakte Tengstedt op definitieve basis de overstap naar Horsens, ondanks het feit dat de club naar de 1. division was gedegradeerd. In zijn tweede seizoen verdrievoudigde Tengstedt zijn doelpuntentotaal voor Horsens: in de reguliere competitie stond hij veertienmaal aan het kanon, in de play-offs – waarin Horsens ongeslagen bleef en van de vierde naar de eerste plaats sprong – scoorde hij eenmaal. Horsens kroonde zich uiteindelijk tot kampioen van de 1. division.
Tengstedt speelde in het seizoen 2022/23 nog drie competitiewedstrijden mee met Horsens in de Superligaen, maar in augustus 2022 verliet hij de club voor Rosenborg BK, dat toen vierde stond in de Eliteserien. De club eindigde uiteindelijk derde in de Noorse hoogste divisie, mede dankzij de vijftien goals in veertien competitiewedstrijden van Tengstedt.
In februari 2023 versierde hij een transfer naar SL Benfica, waar hij een contract tot medio 2028 ondertekende. Benfica telde zeven miljoen euro voor hem neer, een bedrag dat door bonussen nog kan oplopen tot tien miljoen euro. Hij maakte zijn debuut voor de club op 12 maart, als invaller in de verlenging van een 3-0 overwinning uit bij Marítimo, in de Primeira Liga.  Tengstedt scoorde zijn eerste doelpunt voor Benfica op 19 augustus 2023, in een competitiewedstrijd in het Estádio da Luz tegen Estrela da Amadora bij van 2-0 overwinning scoorde hij de openingstreffer.  Een maand later, op 20 september, maakte Tengstedt zijn debuut in de UEFA Champions League, als invaller voor de laatste minuten van een 2-0 thuisnederlaag tegen Red Bull Salzburg, in de groepsfase van deze competitie.  Op 12 november scoorde hij het winnende doelpunt in de 97e minuut bij een 2-1 gewonnen thuiswedstrijd tegen rivaal Sporting CP.  Op 29 november gaf Tengstedt drie assists, allemaal aan João Mário, in een 3-3 gelijkspel in de groepsfase van de Champions League thuis tegen Internazionale .  Op 17 december scoorde hij het enige doelpunt van de wedstrijd in een 1-0 overwinning in de competitie uit bij Braga. In het seizoen 2024/25 werd Tengstedt verhuurd aan Hellas Verona in dit seizoen kwam hij tot 26 wedstrijden waarin hij 7 keer scoorde waarvan zes in de Serie A en een in de Coppa Italia. 

### Feyenoord
Op 24 juli 2025 tekende Tengstedt een contract voor vier jaar bij de Nederlandse club Feyenoord.  Op woensdag 6 augustus maakte Tengstedt zijn debuut tegen Fenerbahçe in de derde kwalificatie ronde voor de UEFA Champions League (2-1 winst), hij kwam als invaller binnen de lijnen voor Ayase Ueda.

## Clubstatistieken
| Seizoen                       | Club              | Competitie      | Competitie | Competitie | Beker | Beker | Int. | Int. | Overig | Overig | Totaal | Totaal |
| Seizoen                       | Club              | Competitie      | Wed.       | Dlp.       | Wed.  | Dlp.  | Wed. | Dlp. | Wed.   | Dlp.   | Wed.   | Dlp.   |
| ----------------------------- | ----------------- | --------------- | ---------- | ---------- | ----- | ----- | ---- | ---- | ------ | ------ | ------ | ------ |
| 2019/20                       | 1. FC Nürnberg II | Regionalliga    | 10         | 5          | –     | –     | –    | –    | 0      | 0      | 10     | 5      |
| Clubtotaal                    | Clubtotaal        | Clubtotaal      | 10         | 5          | 0     | 0     | 0    | 0    | 0      | 0      | 10     | 5      |
| 2020/21                       | AC Horsens        | Superligaen     | 24         | 3          | 1     | 0     | –    | –    | 0      | 0      | 25     | 3      |
| 2021/22                       | AC Horsens        | 1. division     | 26         | 15         | 1     | 0     | –    | –    | 0      | 0      | 27     | 15     |
| 2022/23                       | AC Horsens        | Superligaen     | 3          | 0          | –     | –     | –    | –    | 0      | 0      | 3      | 0      |
| Clubtotaal                    | Clubtotaal        | Clubtotaal      | 53         | 18         | 2     | 0     | 0    | 0    | 0      | 0      | 55     | 18     |
| 2022                          | Rosenborg BK      | Eliteserien     | 14         | 15         | –     | –     | –    | –    | 0      | 0      | 14     | 15     |
| Clubtotaal                    | Clubtotaal        | Clubtotaal      | 14         | 15         | 0     | 0     | 0    | 0    | 0      | 0      | 14     | 15     |
| 2022/23                       | SL Benfica II     | Liga Portugal 2 | 4          | 0          | –     | –     | –    | –    | 0      | 0      | 0      | 0      |
| Clubtotaal                    | Clubtotaal        | Clubtotaal      | 4          | 0          | 0     | 0     | 0    | 0    | 0      | 0      | 4      | 0      |
| 2022/23                       | SL Benfica        | Primeira Liga   | 4          | 0          | 0     | 0     | 0    | 0    | 0      | 0      | 4      | 0      |
| 2023/24                       | SL Benfica        | Primeira Liga   | 17         | 4          | 6     | 0     | 8    | 0    | 0      | 0      | 31     | 4      |
| 2024/25                       | SL Benfica        | Primeira Liga   | 0          | 0          | 0     | 0     | 0    | 0    | 0      | 0      | 0      | 0      |
| Clubtotaal                    | Clubtotaal        | Clubtotaal      | 21         | 4          | 6     | 0     | 8    | 0    | 0      | 0      | 35     | 4      |
| 2024/25                       | Hellas Verona     | Serie A         | 25         | 6          | 1     | 1     | –    | –    | 0      | 0      | 26     | 7      |
| Clubtotaal                    | Clubtotaal        | Clubtotaal      | 25         | 6          | 1     | 1     | 0    | 0    | 0      | 0      | 26     | 7      |
| 2025/26                       | Feyenoord         | Eredivisie      | 0          | 0          | 0     | 0     | 1    | 0    | 0      | 0      | 1      | 0      |
| Clubtotaal                    | Clubtotaal        | Clubtotaal      | 0          | 0          | 0     | 0     | 1    | 0    | 0      | 0      | 1      | 0      |
| Carrièretotaal                | Carrièretotaal    | Carrièretotaal  | 127        | 48         | 9     | 1     | 9    | 0    | 0      | 0      | 145    | 49     |
| Bijgewerkt op 7 augustus 2025 |                   |                 |            |            |       |       |      |      |        |        |        |        |

## Interlandcarrière
Tengstedt debuteerde in 2017 als Deens jeugdinternational.

## Erelijst
AC Horsens
1. division:
- Winnaar (1): 2021/22

 SL Benfica
Primeira Liga:
- Winnaar (1): 2022/23

Supertaça:
- Winnaar (1): 2023

## Trivia
- Tengstedt is de zoon van oud-voetballer Thomas Tengstedt.